# Penshaw
Penshaw är en by i distriktet Sunderland, i grevskapet Tyne and Wear, i England. Byn är belägen 8 km från Sunderland. Penshaw var en civil parish från 1866 till 1937 då den blev en del av Houghton le Spring och Offerton. Civil parish hade 7 183 invånare år 1931.